# (2231) Durrell
(2231) Durrell es un asteroide perteneciente al cinturón de asteroides, descubierto el 21 de septiembre de 1941 por Sylvain Julien Victor Arend desde el Real Observatorio de Bélgica, Uccle.

## Designación y nombre
Designado provisionalmente como 1941 SG. Fue nombrado Durrell en honor al escritor británico Lawrence Durrell.